# Grünendeich
Grünendeich település Németországban, azon belül Alsó-Szászország tartományban. Lakosainak száma 1870 fő (2023. december 31.). Grünendeich Steinkirchen, Hollern-Twielenfleth és Jork községekkel határos.

## Népesség
A település népességének változása:
| Lakosok száma | 1913 | 1899 | 1869 | 1861 | 1879 | 1870 |
|               | 2016 | 2017 | 2019 | 2021 | 2022 | 2023 |